# كليمينت رافين
كليمينت رافين (و. 1948  م) هو مغني، وكاتب أغاني مصري، ولد في القاهرة، يستخدم آلات قيثارة.

## جوائز
حصل على جوائز منها:

نيشان كندا من رتبة عضو

## وصلات خارجية
- كليمينت رافين على موقع IMDb (الإنجليزية)
- كليمينت رافين على موقع ميوزك برينز (الإنجليزية)
- كليمينت رافين على موقع أول موفي (الإنجليزية)
- كليمينت رافين على موقع قاعدة بيانات برودواي على الإنترنت (الإنجليزية)
- كليمينت رافين على موقع قاعدة بيانات برودواي على الإنترنت (الإنجليزية)
- كليمينت رافين على موقع أول ميوزيك (الإنجليزية)
- كليمينت رافين على موقع ديسكوغز (الإنجليزية)
- كليمينت رافين على موقع ديسكوغز (الإنجليزية)
- كليمينت رافين على موقع قاعدة بيانات الفيلم (الإنجليزية)